# Polgár Anikó
Polgár Anikó (Vágsellye, 1975. október 2. –) költő, műfordító, irodalomtörténész.

## Élete
1998-ban a pozsonyi Comenius Egyetemen szerzett magyar–latin szakos tanári oklevelet. 2001-2002-ben az Új Szó nyelvi szerkesztője. 2004-2013 között a nyitrai Konstantin Filozófus Egyetem Közép-európai Tanulmányok Kara Magyar Nyelv és Irodalom Tanszékének oktatója, 2009-től docense. 2004-ben az ELTE-n megvédte doktori értekezését. 2005-ben görög nyelvet végzett a Comenius Egyetemen. 2013-tól a Comenius Egyetem magyar nyelv és irodalom tanszékének oktatója.
1992-től publikál. Latin, újgörög, szlovák, cseh, finn irodalmat fordít. Dunaszerdahelyen él.

## Elismerései
- 2000 Tokaji Írótábor Díja
- 2003 Posonium Irodalmi Díj Különdíja
- 2004 Székely János ösztöndíj
- 2004 Madách Imre-díj
- 2008 Székely János ösztöndíj
- 2010 Forbáth Imre-díj
- 2010 Posonium Irodalmi Díj Fődíja
- 2013 Babits Mihály műfordítói ösztöndíj[2]
- 2020 Déry Tibor-díj

## Művei
- Trója, te feltört dió; AB-art, Bratislava, 1998 (Start)
- 2003 Catullus noster. Catullus-olvasatok a 20. századi magyar költészetben (tan.)
- 2009 Régésznő körömcipőben (versek)
- 2011 Ráfogások Ovidiusra. Fejezetek az antik költészet magyar fordítás- és hatástörténetéből (tan.)